# Графтон (Іллінойс)
Графтон (англ. Grafton) — місто (англ. city) в США, в окрузі Джерсі штату Іллінойс. Населення — 626 осіб (2020).

## Географія
Графтон розташований за координатами 38°58′35″ пн. ш. 90°25′33″ зх. д. / 38.97639° пн. ш. 90.42583° зх. д. (38.976492, -90.425888).  За даними Бюро перепису населення США в 2010 році місто мало площу 9,58 км², уся площа — суходіл.

## Демографія
Згідно з переписом 2010 року, у місті мешкали 674 особи в 304 домогосподарствах у складі 201 родини. Густота населення становила 70 осіб/км².  Було 388 помешкань (40/км²).
Расовий склад населення:
| - 95,7 % — білих - 0,7 % — чорних або афроамериканців - 0,6 % — азіатів - 0,3 % — корінних американців |

До двох чи більше рас належало 2,5 %. Частка іспаномовних становила 2,1 % від усіх жителів.
За віковим діапазоном населення розподілялося таким чином: 17,8 % — особи молодші 18 років, 62,8 % — особи у віці 18—64 років, 19,4 % — особи у віці 65 років та старші. Медіана віку мешканця становила 49,4 року. На 100 осіб жіночої статі у місті припадало 98,8 чоловіків;  на 100 жінок у віці від 18 років та старших — 98,6 чоловіків також старших 18 років.
Середній дохід на одне домашнє господарство  становив 60 568 доларів США (медіана — 48 750), а середній дохід на одну сім'ю — 85 736 доларів (медіана — 72 917). Медіана доходів становила 69 583 долари для чоловіків та 42 000 доларів для жінок. За межею бідності перебувало 16,2 % осіб, у тому числі 24,2 % дітей у віці до 18 років та 8,8 % осіб у віці 65 років та старших.
Цивільне працевлаштоване населення становило 240 осіб. Основні галузі зайнятості: освіта, охорона здоров'я та соціальна допомога — 27,5 %, мистецтво, розваги та відпочинок — 15,8 %, виробництво — 11,3 %, роздрібна торгівля — 9,2 %.